# Barnatorkú arany szövőmadár
A barnatorkú arany szövőmadár (Ploceus xanthopterus) a madarak osztályának a verébalakúak (Passeriformes) rendjéhez, ezen belül a szövőmadárfélék (Ploceidae) családjához tartozó faj.

## Előfordulása
Botswana, a Kongói Demokratikus Köztársaság, Malawi, Mozambik, Namíbia, a Dél-afrikai Köztársaság, Tanzánia, Zambia és Zimbabwe területén honos.